# Nestorpapageien
Die Nestorpapageien (Nestor) sind die einzige Gattung der Unterfamilie der Nestorpapageien (Nestorinae) innerhalb der Strigopidae.
Die Gattung besteht heute nur noch aus zwei rezenten Arten, die in Neuseeland vorkommen. Eine dritte Art, der Dünnschnabelnestor, lebte bis Mitte des 19. Jahrhunderts auf den Norfolkinseln nördlich davon, eine vierte auf den östlich der Südinsel gelegenen Chatham-Inseln. Nestorpapageien sind große und kräftig gebaute Papageien. Der Geschlechtsdimorphismus ist bei allen Arten nur schwach ausgeprägt. Charakteristisch für sie ist ein kurzer quadratischer Schwanz. Der Schaft der Steuerfedern überragt die Fahne und bildet eine dornartige Spitze. Die Wachshaut ist teilweise von borstigen Federn bedeckt. Die Unterseite des Oberschnabels weist längslaufende sägeartige Einkerbungen auf. An der Spitze der Zunge befindet sich ein haarartiger Saum.

## Arten
- Nestorpapageien (Nestor)
  - Kea, Bergpapagei (N. notabilis)
  - † Dünnschnabelnestor, Norfolk-Kaka (N. productus)
  - Kaka, Waldpapagei (N. meridionalis)
  - † Chatham-Kaka, (Nestor chathamensis)[2]

## Belege